# Ryang Chun-hwa
Ryang Chun-hwa (ur. 12 czerwca 1991 w Pjongjang) – północnokoreańska sztangistka, brązowa medalistka olimpijska.
Startuje w kategorii do 48 kg. Największym jej sukcesem jest brązowy medal igrzysk olimpijskich w Londynie w 2012 roku.

## Osiągnięcia
| Rok  | Zawody               | Miasto  | Miejsce | Wynik  |
| ---- | -------------------- | ------- | ------- | ------ |
| 2010 | Mistrzostwa świata   | Antalya | 8       | 175 kg |
| 2012 | Igrzyska olimpijskie | Londyn  | 3       | 192 kg |
| 2013 | Mistrzostwa świata   | Wrocław | 2       | 186 kg |